# Ramses 4.
Heqamaatre Ramses IV (også skrevet Ramesses eller Rameses) var den tredje farao i det tyvende dynasti. Før han blev kronet hed han Amonhirkhopshef.
Han var den femte søn af Ramses III, og han blev udnævnt til kronprins i år 22 af hans fars regeringstid. Han regerede fra 1155 til 1149 f.Kr.

## Død
Trods Ramses IV's mange bestræbelser for guderne og hans bøn til Osiris lever han ikke længe nok til at udføre sine ambitiøse mål. Efter en kort regeringsperiode på omkring 6 og et halvt år dør han, og bliver begravet i grav KV2 i Kongernes dal. Hans kone Duatenoptet blev begravet i QV74.